# Ploter

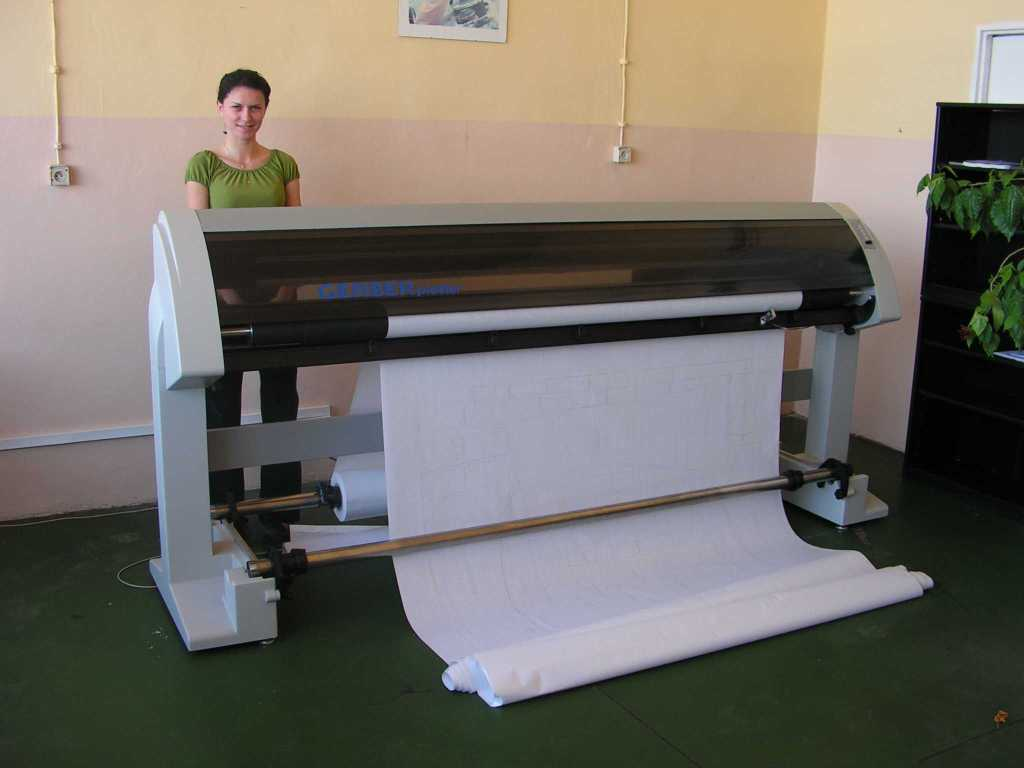
Ploter bębnowy atramentowy

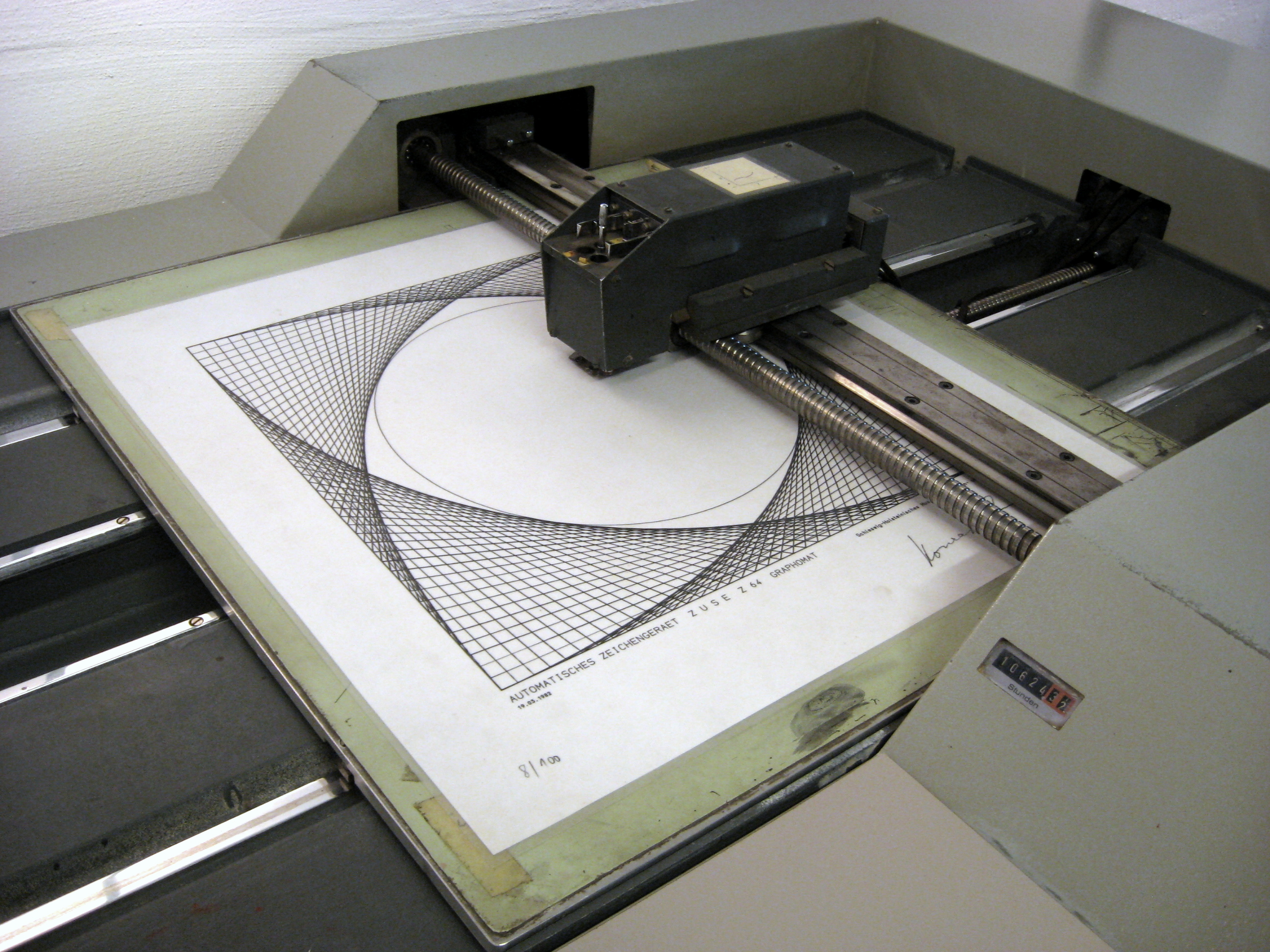
Ploter ZUSE Z64

Ploter (ang. plotter) – komputerowe urządzenie peryferyjne, służące do pracy z dużymi płaskimi powierzchniami, mogące nanosić obrazy, wycinać wzory, grawerować itp.

## Zastosowanie ploterów
Plotery znajdują zastosowanie w wielu dziedzinach, w których wymagane jest przygotowanie wielkoformatowych grafik, obrazów, wizualizacji, rysunków czy map.
Plotery stosują głównie:
- graficy komputerowi,
- poligrafowie,
- architekci[2],
- geodeci i kartografowie[3],
- artyści[4] (fotografowie[5]).

## Rodzaje ploterów
Plotery można podzielić na kilka rodzajów ze względu na ich zastosowanie oraz sposób działania.

### Plotery nanoszące obraz
Sposób ich działania można porównać do drukarek, ale z możliwością zastosowania papierów o większym formacie lub papierów w rolkach. Potocznie nazywa się je również drukarkami wielkoformatowymi.
Dzieli się je również ze względu na sposób prowadzenia papieru.

#### Plotery płaskie
Drukują na płasko rozłożonym podkładzie względem osi X oraz Y.

#### Plotery bębnowe
Druk odbywa się poprzez przesuwanie papieru za pomocą bębna lub rolek oraz przesuwu głowicy drukującej prostopadle do kierunku przesuwania papieru.
Wśród nich wyróżnia się:
- ploter atramentowy
- ploter solwentowy
- ploter kreślący
- ploter laserowy.

### Plotery tnące
Ploter tnący to zaawansowane urządzenie służące do precyzyjnego wycinania różnych materiałów, w tym papieru, kartonu, folii samoprzylepnej i wielu innych. Kluczową cechą ploterów tnących jest ich zdolność do integracji cięcia z bigowaniem – w trakcie jednego procesu papier może być wycięty i zbigowany, co umożliwia jego wygodne, dokładne i estetyczne składanie.